# Ľubomír Paulovič
Ľubomír Paulovič (7. listopadu 1952 Prašice – 15. srpna 2024 Čierna Voda) byl slovenský herec a režisér. Působil především na scénách divadel v Martině, Zvolenu a Slovenského národního divadla v Bratislavě. Po odvolání Dušana Jamricha ministrem kultury Ivanem Hudcem v roce 1996 působil také jako ředitel činohry SND. Byl také starostou své rodné obce.

## Životopis
Narodil se 7. listopadu 1952 v Prašicích. V dětství uvažoval nejen o herecké kariéře, ale také o hotelnictví. Rozhodl se však pro první možnost. U prvních talentových zkoušek vedených Mikulášem Hubem neuspěl a byl přijat až po dodatečných. Vystudoval Vysokou školu múzických umění v Bratislavě.
Nejprve působil od roku 1976 v Divadle Slovenského národního povstání v Martině a od roku 1984 ve Slovenském národním divadle v Bratislavě, ale po dvou letech se vzdal funkce ředitele Činohry Slovenského národního divadla a v následujícím roce 1987 režíroval divadelní pohádku Popelka a princ.
Kolem roku 2000 byl uměleckým ředitelem Divadla Jozefa Gregora Tajovského. Po čtyřletém působení na volné noze byl v roce 2006 zvolen starostou rodné obce Prašice. Po skončení volebního období v roce 2010 se vrátil do SND. Po skončení volebního období byl zvolen starostou rodné obce Prašice.
Hrál ve více než 150 televizních a 45 celovečerních filmech, například ve snímcích Pásla kone na betóne, Legenda o létajícím Cypriánovi, Kajínek a Perinbaba a dva světy. Režíroval muzikály Cikáni jdou do nebe, Pokrevní bratři a Poplach v hotelu Westminister. V roce 2017 obdržel Cenu Literárního fondu za celoživotní dílo.

### Soukromý život
Z prvního manželství měl dcery Veroniku (též herečku) a Terezu, z druhého manželství dceru Dominiku, která trpí dětskou mozkovou obrnou. Rovněž měl tři vnoučata. Dlouhodobě udržoval vztah s fotografkou Lollou Fukari, mezi jeho koníčky patřilo pěstování růží.

### Smrt
Ke konci života měl problémy se srdcem, proto se stáhl z veřejného života. Zemřel 15. srpna 2024 doma Čierné Vodě, místní části Chorvatského Grobu.

## Ocenění
2017: Cena Literárního fondu za celoživotní dílo